# 터너 네트워크 텔레비전
터너 네트워크 텔레비전(Turner Network Television, TNT)은 워너 브라더스 디스커버리와 운영하는 미국의 케이블 TV 종합 민영방송이다. "We Know Drama"라는 슬로건을 내걸고 다른 방송국에서 방송된 드라마 프로그램의 재방송 외에 기존 프로그램도 제작, 방송하고있다. 또한 NBA와 NASCAR, 미국 프로 골프 선수권, NCAA 남자 농구 토너먼트 스포츠 프로그램도 방송되고있다.
개국 초기 더불어 몇년간 프로레슬링 황금기의 양대산맥을 이끌었고 터너 스포츠의 메인이었던 레슬링 프로모터 WCW를 라이브로 방영하면서 WWF (현 WWE) 와 길고 긴 월요일밤의 전쟁을 이끌었던 방송사로도 유명하다.

## 역사
테드 터너에 의해 설립되어 1988년에 방송을 개시하였다.